# Sedegliano
Sedegliano – miejscowość i gmina we Włoszech, w regionie Friuli-Wenecja Julijska, w prowincji Udine.
Według danych na rok 2004 gminę zamieszkiwały 3852 osoby, 77 os./km².